# Diritti LGBT in Qatar
In Qatar gli atti omosessuali tra maschi adulti sono illegali, mentre formalmente quelli tra donne non vengono proibiti; non vi è alcun riconoscimento giuridico per le coppie gay.
Prima del 2004, l'art. 201 del codice penale puniva la sodomia fra adulti consenzienti con pene che potevano giungere anche fino a 5 anni di detenzione. Dal 1990 in poi vi sono state diverse segnalazioni di applicazione di tale legge contro lavoratori stranieri. A partire dal 2004, l'art 296 stabilisce la reclusione da uno a tre anni.
Nel 1990 vi sono stati diversi arresti di lavoratori provenienti dalle Filippine per condotta omosessuale. Nel 1995 un cittadino statunitense in visita nel paese è stato condannato a sei mesi di prigione e 90 frustate per attività omosessuale.
I gruppi che si battono per i diritti LGBTQIA+ hanno infine criticato la FIFA per aver scelto di far ospitare il campionato mondiale di calcio 2022 proprio in Qatar, un paese che perseguita gli omosessuali. Un parlamentare olandese ha proposto che la squadra nazionale giocasse con una casacca rosa, in segno di protesta contro la grave situazione vigente.

## Tabella riassuntiva
| Attività e relazioni sessuali legali                                | / (Pena: Multa e fino a 7 anni di carcere; la pena di morte si applica solo per i musulmani (non risulta alcun caso in cui sia stata applicata) |
| Parità dell'età di consenso                                         | No |
| Leggi anti-discriminazione sul lavoro                               | No |
| Leggi anti-discriminazione nella fornitura di beni e servizi        | No |
| Leggi anti-discriminazione in tutti gli altri settori               | No |
| Matrimonio egualitario                                              | No |
| Unione civile                                                       | No |
| Adozione                                                            | No |
| Autorizzazione a prestare servizio nelle forze armate               | No |
| Diritto di cambiare legalmente sesso                                | No |
| Surrogazione di maternità                                           | (vietata a prescindere dall'orientamento sessuale)                                                                                              |
| Permesso alle donne lesbiche di accedere alla fecondazione in vitro | No |
| Permessa la donazione di sangue per le persone omosessuali          | No |